# Grand Prix automobile de Belgique 1975
Résultats du Grand Prix de Belgique de Formule 1 1975 qui a eu lieu sur le circuit de Zolder le 25 mai 1975.

## Classement
| Pos  | N° | Pilote             | Écurie          | Tours | Temps/Abandon      | Grille | Points |
| ---- | -- | ------------------ | --------------- | ----- | ------------------ | ------ | ------ |
| 1    | 12 | Niki Lauda         | Ferrari         | 70    | 1 h 43 min 53 s 98 | 1      | 9      |
| 2    | 3  | Jody Scheckter     | Tyrrell-Ford    | 70    | + 19 s 22          | 9      | 6      |
| 3    | 7  | Carlos Reutemann   | Brabham-Ford    | 70    | + 41 s 82          | 6      | 4      |
| 4    | 4  | Patrick Depailler  | Tyrrell-Ford    | 70    | + 1 min 00 s 08    | 12     | 3      |
| 5    | 11 | Clay Regazzoni     | Ferrari         | 70    | + 1 min 03 s 84    | 4      | 2      |
| 6    | 16 | Tom Pryce          | Shadow-Ford     | 70    | + 1 min 28 s 45    | 5      | 1      |
| 7    | 1  | Emerson Fittipaldi | McLaren-Ford    | 69    | + 1 tour           | 8      |        |
| 8    | 8  | Carlos Pace        | Brabham-Ford    | 69    | + 1 tour           | 2      |        |
| 9    | 14 | Bob Evans          | BRM             | 68    | + 2 tours          | 20     |        |
| 10   | 18 | John Watson        | Surtees-Ford    | 68    | + 2 tours          | 18     |        |
| 11   | 28 | Mark Donohue       | Penske-Ford     | 67    | + 3 tours          | 21     |        |
| 12   | 30 | Wilson Fittipaldi  | Copersucar-Ford | 67    | + 3 tours          | 24     |        |
| Abd. | 22 | François Migault   | Hill-Ford       | 57    | Suspension         | 22     |        |
| Abd. | 9  | Vittorio Brambilla | March-Ford      | 54    | Freins             | 3      |        |
| Abd. | 6  | Jacky Ickx         | Lotus-Ford      | 52    | Freins             | 16     |        |
| Abd. | 5  | Ronnie Peterson    | Lotus-Ford      | 36    | Freins             | 14     |        |
| Abd. | 21 | Jacques Laffite    | Williams-Ford   | 18    | Boîte de vitesses  | 23     |        |
| Abd. | 10 | Lella Lombardi     | March-Ford      | 18    | Moteur             | 17     |        |
| Abd. | 23 | Tony Brise         | Hill-Ford       | 17    | Moteur             | 7      |        |
| Abd. | 24 | James Hunt         | Hesketh-Ford    | 15    | Transmission       | 11     |        |
| Abd. | 17 | Jean-Pierre Jarier | Shadow-Ford     | 13    | Sortie de piste    | 10     |        |
| Abd. | 20 | Arturo Merzario    | Williams-Ford   | 2     | Embrayage          | 19     |        |
| Abd. | 26 | Alan Jones         | Hesketh-Ford    | 1     | Accident           | 13     |        |
| Abd. | 2  | Jochen Mass        | McLaren-Ford    | 0     | Accident           | 15     |        |

- Légende : Abd.=Abandon

## Pole position et record du tour
- Pole position : Niki Lauda en 1 min 25 s 43 (vitesse moyenne : 179,600 km/h).
- Tour le plus rapide : Clay Regazzoni en 1 min 26 s 76 au 11e tour (vitesse moyenne : 176,846 km/h).

## Tours en tête
- Carlos Pace : 3 (1-3)
- Vittorio Brambilla : 2 (4-5)
- Niki Lauda : 65 (6-70)

## À noter
- 4e victoire pour Niki Lauda.
- 12e pole position pour Niki Lauda.
- 54e victoire pour Ferrari en tant que constructeur.
- 54e victoire pour Ferrari en tant que motoriste.
- 7e meilleur tour pour Clay Regazzoni.